# Darmocha
Darmocha, daremszczyzna – przymusowa i darmowa praca wykonywana przez chłopów na rzecz właściciela ziemskiego nie wliczana do zasadniczego wymiaru pańszczyzny. 

## Historia
Praca w ramach daremszczyzn była egzekwowana od chłopów w XV–XIX wieku. Nie był określony wymiar i najczęściej wynosił od kilku do kilkunastu dni w roku. W zależności od potrzeb dworu były to prace przy lnie i konopiach, w ogrodzie dworskim, strzyżeniu owiec, czyszczeniu wełny, darciu pierza, łowieniu ryb czy przy sianie. Niekiedy do wykonywania daremszczyzn zobowiązane były tylko kobiety. Z czasem darmochami obciążano nie tylko chłopa posiadającego ziemię, lecz także ludność bezrolną – (chałupników, komorników). Darmocha była uciążliwa ponieważ musiano wykonywać ją w czasie nasilenia prac polowych. Świadczenie to zostało zniesione ostatecznie w XIX w. Najwcześniej darmochy zniesiono w Galicji patentami z lat 1782–1786, następnie w Królestwie Polskim (w 1817 w dobrach rządowych, a w 1846 w prywatnych) i w zaborze pruskim. W zaborze pruskim daremszczyzny zniesiono ustawami regulacyjnymi w pierwszej połowie XIX w. Zniesienie darmoch w Królestwie Polskim w 1846 roku było pokłosiem rabacji chłopskiej w Galicji. W obawie przed rozszerzeniem się powstania chłopskiego car Mikołaj I Romanow nakazał uwolnić chłopów z części obciążeń feudalnych, w tym z darmowych prac wykonywanych w ramach darmoch. Wydał też dekret zakazujący rugowania chłopów z gruntów rustykalnych i uszczuplania tychże.